# Chiến binh săn phù thủy
The Last Witch Hunter (tạm dịch tiếng Việt: Thợ Săn Phù Thủy Cuối Cùng) là bộ phim hành động kinh dị của đạo diễn Breck Eisner. Phim có sự góp mặt của ngôi sao Vin Diesel, một thợ săn phù thủy bất tử phải dừng lại một bệnh dịch từ tàn phá thành phố New York. Bộ phim được phát hành vào ngày 23 tháng 10 năm 2015. Phim nhận được đánh giá tiêu cực từ các nhà phê bình và tụt lại tại các phòng vé...
Tính đến  ngày 1 tháng 1 năm 2016, The Last Witch Hunter đã thu về 27,4 triệu đô ở Bắc Mỹ và 81 triệu đô tại một số quốc gia khác trên thế giới. Tổng doanh thu trên toàn thế giới đạt gần 147 triệu đô so với kinh phí 90 triệu.
Ngày 17 tháng 6 năm 2015, Diesel đã hé lộ về phần tiếp theo trên trang Facebook cá nhân của mình.